# NGC 7710
NGC 7710 је лентикуларна галаксија у сазвежђу Рибе која се налази на NGC листи објеката дубоког неба.
Деклинација објекта је - 2° 52' 51" а ректасцензија 23h 35m 46,1s. Привидна величина (магнитуда) објекта NGC 7710 износи 13,9 а фотографска магнитуда 14,9. NGC 7710 је још познат и под ознакама MCG -1-60-10, PGC 71844.